# Nadeschda Walentinowna Burlakowa
Nadeschda Walentinowna Burlakowa, gebürtig Schamakowa (russisch Надежда Валентиновна Бурлакова, Шамакова; * 17. Februar 1959 in Tabashino) ist eine ehemalige sowjetische Skilangläuferin.
Burlakowa, die für den Trud Leningrad startete, holte bei den Nordischen Junioren-Skiweltmeisterschaften 1977 in Sainte-Croix die Bronzemedaille über 5 km und errang im März 1979 bei den Lahti Ski Games den zweiten Platz mit der Staffel. Ihr erstes Weltcuprennen absolvierte sie im Februar 1983 in Sarajevo, das sie auf dem dritten Platz über 5 km beendete und damit ihre einzige Podestplatzierung im Weltcupeinzel erreichte. Es folgten zwei Top-Zehn-Platzierung und zum Saisonende den 17. Platz im Gesamtweltcup. In der Saison 1983/84 erreichte sie mit fünf Platzierungen in den Punkterängen, darunter drei Top-Zehn-Platzierungen, den 14. Platz im Gesamtweltcup. Zudem kam sie in Falun auf den dritten Platz mit der Staffel. Bei den Olympischen Winterspielen 1984 in Sarajevo belegte sie den 14. Platz über 5 km, den neunten Rang über 10 km und den vierten Platz mit der Staffel. Ihr letztes Weltcuprennen absolvierte sie im Dezember 1986 in Val di Sole, welches sie auf dem 14. Platz über 5 km klassisch beendete. Bei sowjetischen Meisterschaften siegte sie in den Jahren 1981 und 1982 mit der Staffel. Zudem wurde sie bei sowjetischen Meisterschaften Zweite im Jahr 1984 über 5 km und jeweils Dritte im Jahr 1979 mit der Staffel und 1983 über 10 km.